# Балинский, Игнаций
Игнаций Балинский (англ. Ignacy Baliński; 31 июля 1862, Регинов, Слонимский уезд, Гродненская губерния, Российская империя) — 11 марта 1951, Садбери, Саффолк, Англия) — польский писатель
, публицист, общественный деятель, журналист, редактор, юрист, судья. Президент Варшавы (1918—1927).

## Биография
С 1899 года — член правления Варшавского пруденциального фонда и помощи писателям и журналистам; до 1915 г. — советник Генеральной прокуратуры Царства Польского; советник столицы Варшавы.
Перед Первой мировой войной работал в Варшаве в прокуратуре Царства Польского, занимался общественной, журналистской и литературной деятельностью. Печатался в ряде газет и журналов, автор критических статей в области литературы и театра. Опубликовал несколько юридических работ. Редактировал газеты «Życie Warszawskie», «Kurjer Warszawski» и «Wieczory Rodzinne», сотрудничал с «Tygodnik Ilustrowany» и «Słowo».
Во время Первой мировой войны входил в группу Межпартийного кружка. Был секретарем, затем вице-президентом Польского школьного общества. В 1918 году стал судьей Верховного суда и председателем (президентом) городского совета Варшавы, пост который он занимал до 1927 года. В 1922—1927 годах избирался сенатором Сейма. Судья Верховного суда; судья Апелляционного суда в Варшаве; президент ассоциации судей и прокуроров.
Читал лекции по праву в Варшавском университете и Варшавском технологическом университете.
С 1939 г. жил в Великобритании. Писал стихи. Автор воспоминаний о Варшаве.

## Награды
- Командор Ордена Возрождения Польши (посмертно)
- Крест Независимости
- Орден Почётного легиона
- Орден Короны Италии
- Орден Звезды Румынии II класса
- Орден Трех Звезд  3 степени